# CU-Arena

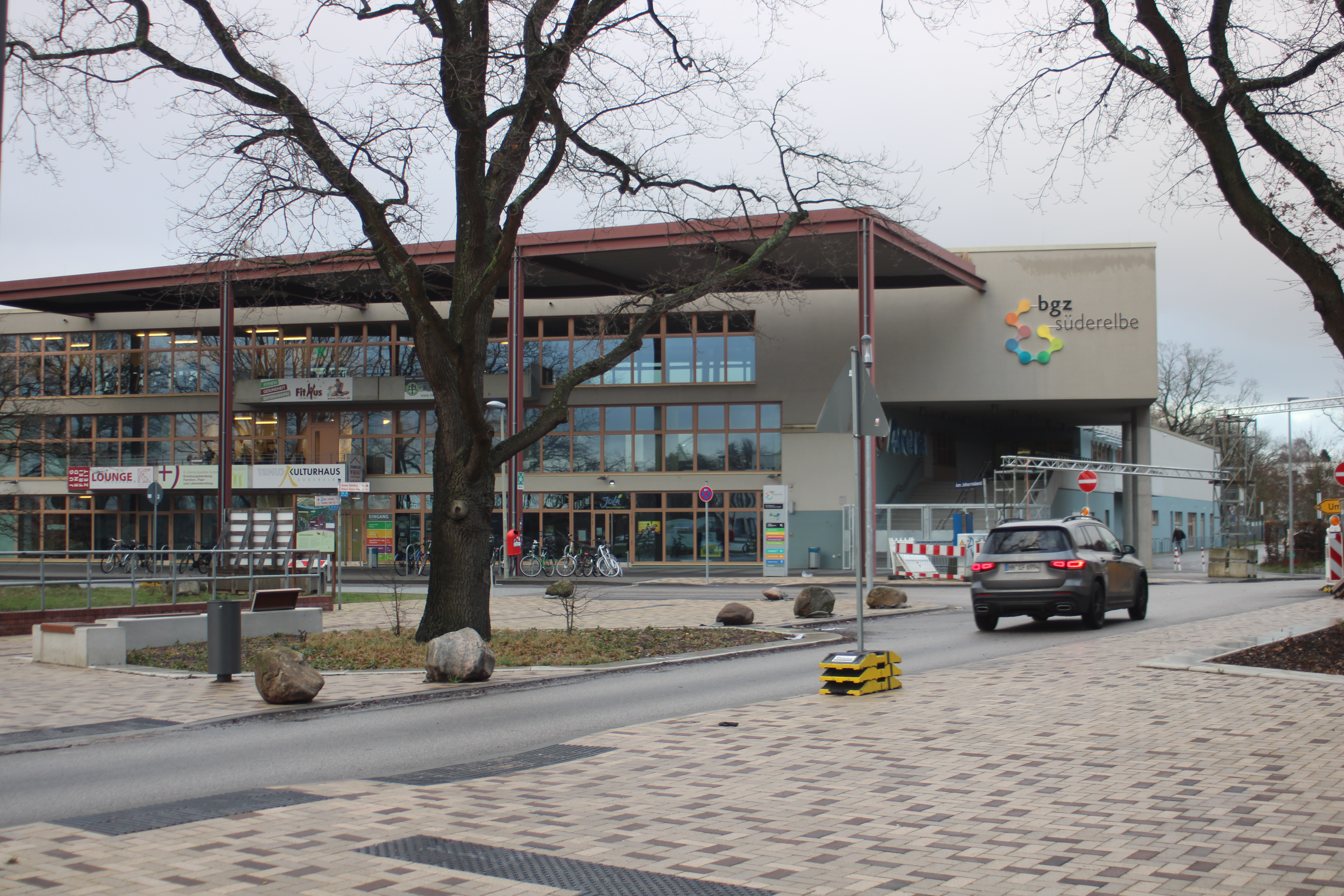
CU-Arena Hamburg-Neugraben

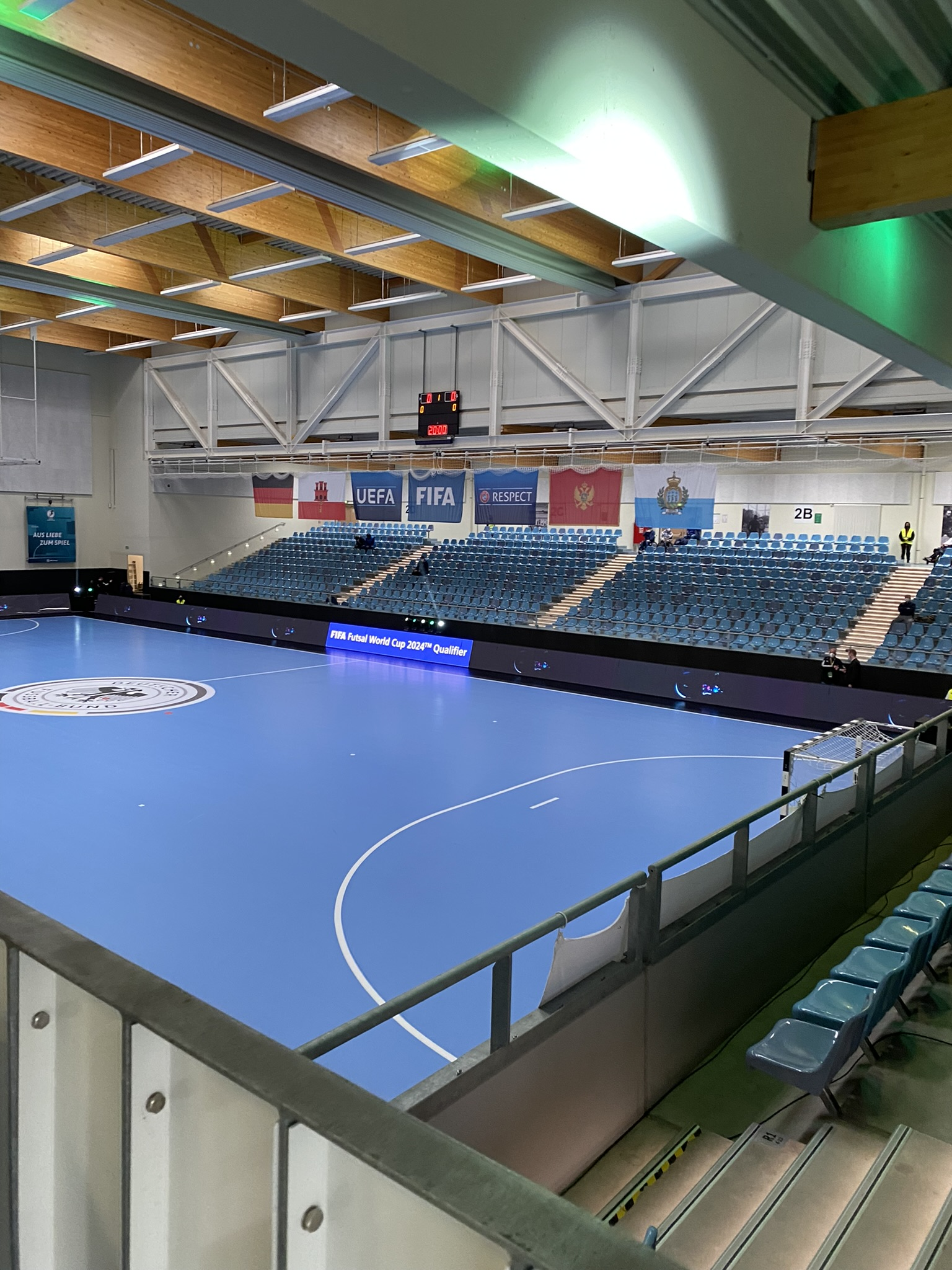
Die CU-Arena bei einem Länderspiel der deutschen Futsalnationalmannschaft

Die CU-Arena ist eine Mehrzweckhalle im Stadtteil Neugraben-Fischbek der Hansestadt Hamburg.

## Lage und Gebäude
Die CU-Arena befindet sich am südwestlichen Stadtrand von Hamburg im Stadtteil Neugraben. In der unmittelbaren Nachbarschaft befindet sich eine Grundschule, ein kleiner Park und der S-Bahnhof Neugraben, durch den die Arena per ÖPNV erschlossen wird. Hinter der S-Bahn-Strecke verläuft die Bundesstraße 73.
Die Arena ist mit 2020 Sitzplätzen und rund 300 Stehplätzen ausgestattet. Die Arena ist Teil eines Komplexes mit Schulsporthalle und Bürgerzentrum („Bildungs- und Gemeinschaftszentrum Süderelbe“ – BGZ) und wurde von 2008 bis 2011 erbaut.

## Nutzung
Seit 2011 ist die CU Arena die Spielstätte der Frauen-Volleyball-Erstligisten VT Aurubis Hamburg und seit 2021 Heimspielstätte der Futsal-Bundesligisten HSV-Panthers und der Wakka Eagels. 2021 fand hier das Qualifikationsturnier zur FIFA Futsal-Weltmeisterschaft (DFB/UEFA) statt. In der Saison 2022/23 veranstaltete der Norddeutsche Fußball-Verband in der CU-Arena das Futsal Qualifikationsturnier der A- & B-Junioren zur deutschen Futsalmeisterschaft der Junioren in Duisburg.
Die nahegelegene Technische Universität Hamburg (TUHH) mietet die Arena regelmäßig zur Durchführung von Klausuren mit vielen Teilnehmern.